# Greer Garson
Eileen Evelyn Greer Garson (n. 29 septembrie 1904, d. 6 aprilie 1996) a fost o actriță de origine engleză foarte populară de-a lungul celui de-al Doilea Război Mondial.

## Biografie
Greer Garson s-a născut Eileen Evelyn Greer Garson în Manor Park, Essex, Anglia, în 1904, singura fiică a lui George Garson (1865–1906), un funcționar in Londra de etnie scoțiană, și al soției acestuia, Nina (Nancy Sophia Greer; decedată in 1958).

### Educație
Actrița a studiat franceza și literatura secolului al XVIII-lea la King's College în Londra și, ulterior, la Universitatea Grenoble din Franța, intenționând să devină profesoară. În schimb, aceasta a început să lucreze într-o companie de publicitate și să apară ocazional în micile producții de acest gen.

### Carieră
A debutat pe scenă în ianuarie 1932 la Birmingham Repertory Theatre. A apărut și la televizor, în reproducerile de jumătate de oră pe piesele lui Shakespeare produse de BBC. Astfel, aceasta a fost observată de Louis B. Mayer, care se afla la Londra în căutare de noi talente. În 1937 Greer Garson a semnat un contract cu MGM. Debutul ei pe marile ecrane a avut loc abia în 1939 cu "Adio, domnule Chips!",  primind o nominalizare la Oscar, pe care a pierdut-o în favoarea lui Vivien Leigh, în rolul ei din "Pe aripile vantului". Filmul a adus-o în atenția producătorilor filmului "Mândrie și prejudecată", care a lansat-o pe plan mondial.
Greer Garson a colaborat apoi cu Joan Crawford în "When Ladies Meet" în 1941 și în același an a devenit o senzație a box office-ului cu drama sentimentală "Blossoms in the Dust" care i-a adus prima dintre cele cinci nominalizări consecutive la Oscar pentru "Cea mai bună actriță". Aceasta a câștigat un Academy Award la aceeași categorie în 1942 pentru rolul ei din "Mrs. Miniver" (cu această ocazie a intrat în cartea recordurilor pentru cel mai lung discurs, 5 minute și 30 de secunde). Ulterior a fost nominalizată pentru "Madame Curie" (1943), "Doamna Parkington" (1944) și "The Valley of Decision" (1945). Garson a colaborat și cu Clark Gable în "Aventura" în 1945 după întoarcerea sa de la război.
Popularitatea ei a scăzut către sfârșitul anilor '40, dar aceasta a rămas o prezență importantă până la mijlocul anilor '50. În 1951 a devenit cetățeană a Statelor Unite. După expirarea contractului ei cu MGM în 1954 a incetat să se mai implice la fel de activ. În 1960, Garson a primit a șaptea și ultima nominalizare la Oscar pentru "Sunrise at Campobello", pentru rolul lui Eleanor Roosevelt, pierzând în fața lui Elizabeth Taylor în filmul "Butterfield 8".
Ultimul ei film, în 1967, a fost producția Disney "Milionarul excentric", deși a continuat să apară la televizor. În 1968, a narat "The Little Drummer Boy", care a apărut pe canalul ABC Family.
La data de 6 aprilie 1996, Greer Garson moare de insuficiență cardiacă la spitalul presbiterian din Dallas, la vârsta de 91 de ani și este ingropată alături de soțul ei la cimitirul memorial Sparkman-Hillcrest din Dallas.

## Filmografie

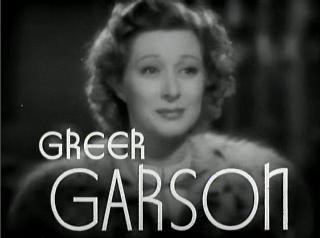
Greer Garson în Remember? (1939)

| An   | Titlu                     | Rol                        | Comentarii                                                                                                |
| ---- | ------------------------- | -------------------------- | --- |
| 1939 | Adio, domnule Chips!      | Katherine Chipping         | Nominated — Academy Award for Best Actress                                                                |
| 1939 | Remember?                 | Linda Bronson Holland      | |
| 1940 | The Miracle of Sound      | Herself                    | colour test for Blossoms in the Dust                                                                      |
| 1940 | Mândrie și prejudecată    | Elizabeth Bennet           | |
| 1941 | Blossoms in the Dust      | Edna Kahly Gladney         | Nominated — Academy Award for Best Actress                                                                |
| 1941 | When Ladies Meet          | Mrs. Claire Woodruff       | |
| 1942 | Mrs. Miniver              | Mrs. Kay Miniver           | Academy Award for Best Actress                                                                            |
| 1942 | Random Harvest            | Paula Ridgeway             | |
| 1943 | The Youngest Profession   | Herself - Guest Star       | |
| 1943 | Madame Curie              | Marie Curie                | Nominated — Academy Award for Best Actress                                                                |
| 1944 | Doamna Parkington         | Susie "Sparrow" Parkington | Nominated — Academy Award for Best Actress                                                                |
| 1945 | The Valley of Decision    | Mary Rafferty              | Nominated — Academy Award for Best Actress                                                                |
| 1945 | Adventure                 | Emily Sears                | |
| 1947 | Desire Me                 | Marise Aubert              | |
| 1948 | Julia Misbehaves          | Julia Packett              | |
| 1949 | That Forsyte Woman        | Irene Forsyte              | |
| 1950 | Screen Actors             | Herself - uncredited       | short subject                                                                                             |
| 1950 | The Miniver Story         | Mrs. Kay Miniver           | |
| 1951 | The Law and the Lady      | Jane Hoskins               | |
| 1953 | Scandal at Scourie        | Mrs. Victoria McChesney    | |
| 1953 | Julius Caesar             | Calpurnia                  | |
| 1954 | Her Twelve Men            | Jan Stewart                | |
| 1955 | Strange Lady in Town      | Dr. Julia Winslow Garth    | |
| 1960 | Sunrise at Campobello     | Eleanor Roosevelt          | - Golden Globe Award for Best Actress – Motion Picture Drama - Nominated — Academy Award for Best Actress |
| 1960 | Pepe                      | Herself                    | Cameo appearance                                                                                          |
| 1966 | The Singing Nun           | Mother Prioress            | |
| 1967 | The Happiest Millionaire  | Mrs. Cordelia Biddle       | |
| 1968 | The Little Drummer Boy    | "Our Story Teller"         | as Ms. Greer Garson                                                                                       |
| 1978 | Little Women              | Aunt Kathryn March         | |
| 1986 | Directed by William Wyler | Herself                    | documentary                                                                                               |